# Constanza Duque
Constanza Duque (Manizales, 1 de agosto de 1951) é uma atriz colombiana.

## Filmografia
- Muñeca brava
- Pobres Rico
- Años Maravillosos (2012)
- Gabriela, giros del destino (2009) ... Mercedes de Córdoba
- Hasta que la plata nos separe (2006)
- Gens honnêtes vivent en France, Les (2005)
- La viuda de la mafia (2004) .... Dora de Martin
- Pecados capitales (2002) .... Hortencia
- Solterita y a la orden (2001)
- El inútil (2001) .... Adelaila Copel de Martinez
- Bogotá 2016 (2001) .... (segmento "Zapping")
- Traga Maluca (2000)
- Soplo de vida (1999) .... Irene de Domingo
- La deuda (1997) .... Aminta Rosero
- Guajira (1996) .... Marina de Arbeláez
- Cara o sello: Dos rostros de mujer (1995) .... Helena
- Café, con aroma de mujer (1994) .... Carmenza Suárez
- Pasiones secretas (1994)
- Sombra de tu sombra (1991) ... La señorita Evelia Corredor
- Laura por favor (1990)
- Los pecados de Inés de Hinojosa (1988)
- Dos rostros, una vida (1987)
- Atrapados (1985)
- Bonaparte investigador privado (1985)
- Asesinato sin identidad (1985)
- Con su música a otra parte (1984)
- Debut en la serie El Bogotazo (1984)
- El bogotazo
- Últimas tardes con Teresa
- No juegues con mi vida
- Revivamos nuestra historia